# Stephen Root
Stephen Root (Sarasota, Sarasota megye, Florida, 1951. november 17. –) amerikai színész.
Jimmy Jamest alakította a NewsRadio című sorozatban, valamint Milton Waddamst a Hivatali patkányok című filmben. Bill Dauterive és Buck Strickland eredeti hangja volt a Texas királyai című animációs sorozatban. Ezeken kívül több sorozatban és filmben is játszott.

## Élete és pályafutása
Sarasotában született, Leona Estelle és Rolland Clair gyermekeként. Apja építészmérnök volt, így munkája miatt a család sokat költözött. A Vero Beach High School tanulójaként (Vero Beach, Florida) érettségizett. Tanulmányait a Floridai Egyetemen folytatta, ahol színészetből diplomázott.
1986-ban kezdte karrierjét a Broadwayen. Első szerepe a So Long on Lonely Street című darabban volt, III. Vaughnum királyt játszotta. Ezen kívül szerepelt az All My Sons és Marjorie Prime című darabokban is.
Első filmes szerepe a Krokodil Dundee 2. című filmben volt. 1990-ben szerepelt a Stanley és Iris című filmben Jane Fonda és Robert De Niro mellett.

## Magánélete
1984-ben házasodott össze Laura Joan Hase-zel. Egy fiuk született, Cody Root. 1997-ben elváltak.
2008. december 14-én vette feleségül Romy Rosemont színésznőt.

## Filmográfia

### Film
| Év   | Magyar cím                              | Eredeti cím                           | Szerep                                       | Magyar hang      |
| ---- | --------------------------------------- | ------------------------------------- | -------------------------------------------- | ---------------- |
| 1988 | Krokodil Dundee 2.                      | Crocodile Dundee II                   | DEA-ügynök                                   | Kerekes József   |
| 1988 | Majomszeretet                           | Monkey Shines                         | Dean Burbage                                 | Vári Attila      |
| 1989 | Fekete eső                              | Black Rain                            | Berg nyomozó                                 | Láng József      |
| 1990 | Stanley és Iris                         | Stanley & Iris                        | Mr. Hershey                                  | Faragó József    |
| 1990 | Stanley és Iris                         | Stanley & Iris                        | Mr. Hershey                                  | Garai Róbert     |
| 1990 | Ghost                                   | Ghost                                 | rendőrőrmester                               | Bajor Imre       |
| 1991 | Feketelistán                            | Guilty by Suspicion                   | RKO őr                                       |                  |
| 1991 | V, mint Viktória                        | V.I. Warshawski                       | Mickey                                       | Várkonyi András  |
| 1991 | Férfi a házban                          | Bed & Breakfast                       | Randolph                                     | Kiss Gábor       |
| 1992 | Buffy, a vámpírok réme                  | Buffy the Vampire Slayer              | Gary Murray                                  | Varga T. József  |
| 1993 | Dave                                    | Dave                                  | Don Durenberger                              | Uri István       |
| 1993 | Robotzsaru 3.                           | RoboCop 3                             | Coontz                                       | Balázsi Gyula    |
| 1993 | Extrém igazság                          | Extreme Justice                       | Max Alvarez                                  | Orosz István     |
| 1995 | Viszlát család, viszlát szerelem!       | Bye Bye Love                          | szomszéd (stáblistán nem szerepel)           |                  |
| 1995 | A madárijesztő éjszakája                | Night of the Scarecrow                | Frank bácsi / seriff                         | Németh Gábor     |
| 1998 | Alibi törzs                             | Krippendorf's Tribe                   | Gerald Adams                                 | Papp János       |
| 1999 | Hivatali patkányok                      | Office Space                          | Milton Waddams                               | Csuja Imre       |
| 1999 | Végzetes hasonlóság                     | Natural Selection                     | Mr. Crenshaw                                 |                  |
| 1999 | A kétszáz éves ember                    | Bicentennial Man                      | Dennis Mansky, a NorthAm Robotics igazgatója | Perlaki István   |
| 1999 |                                         | Gut Feeling                           | Kane Cohen                                   |                  |
| 2000 | Ó, testvér, merre visz az utad?         | O Brother, Where Art Thou?            | Mr. Lund                                     | Bácskai János    |
| 2002 | Jégkorszak                              | Ice Age                               | Frank, orrszarvú (hangja)                    | Koroknay Géza    |
| 2002 | Jégkorszak                              | Ice Age                               | Start (hangja)                               | Bácskai János    |
| 2002 | A házimaci                              | The Country Bears                     | Zeb Zoober (hangja)                          | Reviczky Gábor   |
| 2002 | Fehér leander                           | White Oleander                        | Michael (törölt jelenetek)                   |                  |
| 2003 | Némó nyomában                           | Finding Nemo                          | Bubi (hangja)                                | Faragó András    |
| 2003 | Deszkások                               | Grind                                 | Cameron                                      | Holl Nándor      |
| 2004 |                                         | Raising Genius                        | Dwight Nestor                                |                  |
| 2004 | Betörő az albérlőm                      | The Ladykillers                       | Fernand Gudge                                | Pálfai Péter     |
| 2004 | Apja lánya                              | Jersey Girl                           | Greenie                                      | Borbiczki Ferenc |
| 2004 | Kidobós: Sok flúg disznót győz          | Dodgeball: A True Underdog Story      | Gordon Pibb                                  | Besenczi Árpád   |
| 2004 | Túlélni a karácsonyt                    | Surviving Christmas                   | Dr. Freeman                                  | Harmath Imre     |
| 2004 | Túlélni a karácsonyt                    | Surviving Christmas                   | Dr. Freeman                                  | Bodrogi Attila   |
| 2004 |                                         | Wake Up, Ron Burgundy: The Lost Movie | Vince Masters                                |                  |
| 2005 | Csak barátok                            | Just Friends                          | KC                                           | Elek Ferenc      |
| 2006 | Jégkorszak 2. – Az olvadás              | Ice Age: The Meltdown                 | Földi malac apuka (hangja)                   | Pipó László      |
| 2006 |                                         | Gretchen                              | Herb                                         |                  |
| 2006 | Hülyék Paradicsoma                      | Idiocracy                             | Hank "The Hangman" BMW bíró                  |                  |
| 2006 |                                         | The Frank Anderson (rövidfilm)        | John Simon                                   |                  |
| 2006 | A róka és a kutya 2.                    | The Fox and the Hound 2               | Birkaszaft úr (hangja)                       |                  |
| 2007 |                                         | Cook Off!                             | Morty Van Rookle                             |                  |
| 2007 | Nem vénnek való vidék                   | No Country for Old Men                | Wells-t felbérelő férfi                      | Csuja Imre       |
| 2007 |                                         | Have Dreams, Will Travel              | Brock seriff                                 |                  |
| 2007 |                                         | Sunny & Share Love You                | Clive Anderson                               |                  |
| 2008 | Van az a pénz, ami megbolondít          | Mad Money                             | Glover                                       | Bácskai János    |
| 2008 | Csak a testeden át!                     | Over Her Dead Body                    | szobrász                                     | Csuja Imre       |
| 2008 | Fúrófej Taylor                          | Drillbit Taylor                       | Doppler igazgató                             | Konrád Antal     |
| 2008 | Bőrfejek                                | Leatherheads                          | Suds                                         | Rudas István     |
| 2008 |                                         | Tripping the Rift: The Movie          | Chode (hangja)                               |                  |
| 2009 |                                         | Glock (rövidfilm)                     | Remington                                    |                  |
| 2009 |                                         | Bob Funk                              | Steve                                        |                  |
| 2009 | A szólista                              | The Soloist                           | Curt Reynolds                                | Várday Zoltán    |
| 2009 | Dr. Dolittle: Millió dolláros szőrmókok | Dr. Dolittle: Million Dollar Mutts    | Teknős (hangja)                              | Bolla Róbert     |
| 2009 | Seholország                             | Imagine That                          | Fred Franklin                                | Csuja Imre       |
| 2009 | Kecskebűvölők                           | The Men Who Stare at Goats            | Gus Lacey                                    | Forgács Gábor    |
| 2010 | Nincs határ                             | Unthinkable                           | Charlie                                      | Szersén Gyula    |
| 2010 | A cinkos                                | The Conspirator                       | John M. Lloyd                                | Várkonyi András  |
| 2010 | Mindennek mennie kell                   | Everything Must Go                    | Elliot                                       |                  |
| 2010 | Scooby-Doo! Rettegés a táborban         | Scooby-Doo! Camp Scare                | Burt (hangja)                                | Faragó András    |
| 2011 |                                         | Son of Morning                        | Larder szenátor                              |                  |
| 2011 | Céges buli                              | Cedar Rapids                          | Bill Korgstad                                | Kassai Károly    |
| 2011 | Rango                                   | Rango                                 | Doki (hangja)                                | Csuha Lajos      |
| 2011 | Rango                                   | Rango                                 | Merrimack (hangja)                           | Cs. Németh Lajos |
| 2011 | Rango                                   | Rango                                 | Mr. Snuggles (hangja)                        |                  |
| 2011 | Veszett világ                           | Red State                             | Wynan seriff                                 | Sörös Sándor     |
| 2011 | J. Edgar – Az FBI embere                | J. Edgar                              | Arthur Koehler                               | Bácskai János    |
| 2011 | Tom és Jerry és Óz, a csodák csodája    | Tom and Jerry and the Wizard of Oz    | Henry bácsi / varjak (hangja)                |                  |
| 2011 | Batman: A kezdet kezdete                | Batman: Year One                      | Branden hadnagy (hangja)                     | Csőre Gábor      |
| 2012 | Mindenki szereti a bálnákat             | Big Miracle                           | Haskell kormányzó                            | Törköly Levente  |
| 2012 | A hallgatás szabálya                    | The Company You Keep                  | Billy Cusimano                               | Bácskai János    |
| 2013 |                                         | Sweetwater                            | Hugh                                         |                  |
| 2013 |                                         | I Know That Voice (dokumentumfilm)    | önmaga                                       |                  |
| 2013 |                                         | Bad Milo!                             | Roger                                        |                  |
| 2013 | Superman elszabadul                     | Superman: Unbound                     | Zor-El (hangja)                              |                  |
| 2013 | A magányos lovas                        | The Lone Ranger                       | Habberman                                    | Szélyes Imre     |
| 2014 | Selma                                   | Selma                                 | Al Lingo                                     |                  |
| 2014 |                                         | Lennon or McCartney (rövidfilm)       | önmaga                                       |                  |
| 2015 | Hello, Doris vagyok                     | Hello, My Name Is Doris               | Todd                                         |                  |
| 2015 |                                         | 7 Chinese Brothers                    | George                                       |                  |
| 2015 | Trumbo                                  | Trumbo                                | Hymie King                                   | Borbiczki Ferenc |
| 2016 | Tom és Jerry Óz birodalmában            | Tom and Jerry: Back to Oz             | Henry bácsi (hangja)                         | Borbiczki Ferenc |
| 2016 | Szenilla nyomában                       | Finding Dory                          | Bubi (hangja)                                |                  |
| 2016 |                                         | Miles                                 | Ron Walton                                   |                  |
| 2016 | Mike és Dave esküvőhöz csajt keres      | Mike and Dave Need Wedding Dates      | Burt Stangle                                 | Törköly Levente  |
| 2016 |                                         | Looking for the Jackalope             | Nyúltilop (hangja)                           |                  |
| 2016 |                                         | Spectral                              | Dr. Mindala                                  |                  |
| 2017 | Tűnj el!                                | Get Out                               | Jim Hudson                                   | Barbinek Péter   |
| 2017 |                                         | Infinity Baby                         | Fenton                                       |                  |
| 2017 | A három Krisztus                        | Three Christs                         | Dr. Rogers                                   | Berzsenyi Zoltán |
| 2018 | A partiállat                            | Life of the Party                     | Michael "Mike" Cook                          | Csuja Imre       |
| 2018 | Buster Scruggs balladája                | The Ballad of Buster Scruggs          | Teller (Near Algodones szegmens)             |                  |
| 2018 | Az egyenjogú nem                        | On the Basis of Sex                   | Brown professzor                             |                  |
| 2019 | Jean Seberg minden rezdülése            | Seberg                                | Walt Breckman                                | Törköly Levente  |
| 2019 | Bombshell                               | Neil Mullen                           |                                              |                  |
| 2020 | Négy jó nap                             | Four Good Days                        | Chris                                        |                  |
| 2020 | Frank bácsi                             | Uncle Frank                           | Daddy Mac                                    |                  |
| 2020 | Az üres ember                           | The Empty Man                         | Arthur Parsons                               | Kőszegi Ákos     |
| 2020 |                                         | Home                                  | Browning atya                                |                  |
| 2021 | Haláli boldogság                        | Happily                               | Mr. Goodman                                  |                  |
| 2021 | Kuponkirálynők                          | Queenpins                             | Flanagan ügynök                              | Németh Gábor     |
| 2021 | Macbeth tragédiája                      | The Tragedy of Macbeth                | The Porter                                   |                  |
| 2022 |                                         | To Leslie                             | Dutch                                        |                  |
| 2022 | Beavis és Butt-Head lenyomja a világűrt | Beavis and Butt-Head Do the Universe  | tetoválóművész a börtönben (hangja)          |                  |
| 2023 |                                         | Paint                                 | Tony                                         |                  |
| 2023 |                                         | Lousy Carter                          | elemző                                       |                  |
| 2025 | Szimat naplója                          | Dog Man                               | Nagypapa (hangja)                            | Borbiczki Ferenc |
| 2025 | Államfők                                | Heads of State                        | Arthur Hammond                               | Papucsek Vilmos  |

### Televízió

#### Színész
| Év        | Magyar cím                                 | Eredeti cím                                         | Szerep                          | Megjegyzések                                              |
| --------- | ------------------------------------------ | --------------------------------------------------- | ------------------------------- | --------------------------------------------------------- |
| 1989      |                                            | Cross of Fire                                       | Beggs                           | tévéfilm                                                  |
| 1990      |                                            | Wiseguy                                             | Bishop                          | 1 epizód                                                  |
| 1990      | Roseanne                                   | Roseanne                                            | Peter Lundy                     | 1 epizód                                                  |
| 1990      |                                            | The Young Riders                                    | Luke                            | 1 epizód                                                  |
| 1990      |                                            | Head of the Class                                   | Mr. Birch                       | 1 epizód                                                  |
| 1990–1991 | Jake meg a dagi                            | Jake and the Fatman                                 | Hastings / Moynihan őrmester    | 2 epizód                                                  |
| 1990–1992 |                                            | Night Court                                         | Spirit of Death / Mr. Willard   | 2 epizód                                                  |
| 1990–1994 |                                            | L.A. Law                                            | Brandon McCafferty ügyvéd       | 4 epizód                                                  |
| 1991      |                                            | Davis Rules                                         | Porter                          | 1 epizód                                                  |
| 1991      | Az aranykor                                | Golden Years                                        | Moreland őrnagy                 | 6 epizód                                                  |
| 1991      |                                            | My Life and Times                                   | Ross                            | 1 epizód                                                  |
| 1991      | Házi barkács                               | Home Improvement                                    | kártevőirtó                     | 1 epizód                                                  |
| 1991      |                                            | Sons and Daughters                                  | Stevey                          | 1 epizód                                                  |
| 1991      | Torkelsonék                                | The Torkelsons                                      | Bobby Clinton seriff            | 1 epizód                                                  |
| 1991      | Star Trek: Az új nemzedék                  | Star Trek: The Next Generation                      | K'Vada kapitány                 | 2 epizód                                                  |
| 1992      | Míg a halál el nem választ                 | A Woman Scorned: The Betty Broderick Story          | Kevin McDonald                  | tévéfilm                                                  |
| 1992      |                                            | Eerie, Indiana                                      | Mr. Chaney                      | 1 epizód                                                  |
| 1992      | Míg a halál el nem választ 2.              | Her Final Fury: Betty Broderick, the Last Chapter   | Kevin McDonald                  | tévéfilm                                                  |
| 1992      |                                            | Murphy Brown                                        | John Brophy                     | 1 epizód                                                  |
| 1992      |                                            | Civil Wars                                          | Mrs. Caldecott ügyvédje         | 2 epizód                                                  |
| 1993      | Miért éppen Alaszka?                       | Northern Exposure                                   | Timothy testvér                 | 1 epizód                                                  |
| 1993      |                                            | The Golden Palace                                   | Mr. Tucker                      | 1 epizód                                                  |
| 1993      | Quantum Leap – Az időutazó                 | Quantum Leap                                        | John Tremaine Jr.               | 1 epizód                                                  |
| 1993      | Bajtársak                                  | Class of ’61                                        | Edwin Stanton                   | tévéfilm                                                  |
| 1993      | Lassú méreg                                | Black Widow Murders: The Blanche Taylor Moore Story | Dr. Kirby                       | tévéfilm                                                  |
| 1993      |                                            | Sirens                                              | George Bailey                   | 1 epizód                                                  |
| 1993      |                                            | Blossom                                             | Louie                           | 4 epizód                                                  |
| 1993      | Az éjszaka árnyai                          | In the Heat of the Night                            | Raymond Mercer                  | 1 epizód                                                  |
| 1993–1994 |                                            | Harts of the West                                   | R.O. Moon                       | visszatérő szerep (15 epizód)                             |
| 1994      | New York rendőrei                          | NYPD Blue                                           | Fulmer őrmester                 | 1 epizód                                                  |
| 1994      | Ötösfogat                                  | Party of Five                                       | futballedző                     | 1 epizód                                                  |
| 1994      | A jog hálójában                            | Sweet Justice                                       | Bowles                          | 1 epizód                                                  |
| 1994      | Halálbiztos diagnózis                      | Diagnosis: Murder                                   | Charlie Lane                    | 1 epizód                                                  |
| 1995      | Chicago Hope kórház                        | Chicago Hope                                        | trombitán játszó ápolt          | 1 epizód                                                  |
| 1995      | Cybill                                     | Cybill                                              | Phil Asher                      | 1 epizód                                                  |
| 1995      |                                            | Christy                                             | Clarence Sweetwater             | 1 epizód                                                  |
| 1995      |                                            | VR.5                                                | közvetítő                       | 1 epizód                                                  |
| 1995      | Szolgálatban: Vadászat az igazságért       | In the Line of Duty: Hunt for Justice               | Jaan Laaman                     | - tévéfilm - magyar hangja: - Konrád Antal                |
| 1995–1999 |                                            | NewsRadio                                           | Jimmy James                     | főszereplő                                                |
| 1996      | Seinfeld                                   | Seinfeld                                            | Mr. Lager                       | 1 epizód                                                  |
| 1996      | Lottó                                      | The Lottery                                         | Graham Dunbar                   | tévéfilm                                                  |
| 1996      | Vírus a 66-os járaton                      | Pandora's Clock                                     | Mark Hastings                   | - minisorozat (2 epizód) - magyar hangja: - Koroknay Géza |
| 1996      |                                            | The Road to Galveston                               | Ed Kirkman                      | tévéfilm                                                  |
| 1998      | A végtelen szerelmesei – Az Apolló-program | From the Earth to the Moon                          | Chris Kraft                     | főszereplő                                                |
| 1998      | Pszichozsaru                               | Profiler                                            | gyárigazgató                    | 2 epizód                                                  |
| 1999–2001 | Nőrület                                    | Ladies Man                                          | Gene                            | főszereplő                                                |
| 2001      |                                            | The Andy Dick Show                                  | boltvezető                      | 1 epizód                                                  |
| 2001      |                                            | The Norm Show                                       | Mr. Sweeney                     | 2 epizód                                                  |
| 2001      |                                            | DAG                                                 | Culpepper szenátor              | 1 epizód                                                  |
| 2001      | Ed                                         | Ed                                                  | George MacPherson               | 1 epizód                                                  |
| 2002      |                                            | Dexter Prep                                         | Charles                         | tévéfilm                                                  |
| 2002      | Már megint Malcolm                         | Malcolm in the Middle                               | John Pratt                      | 2 epizód                                                  |
| 2002      | Divatalnokok                               | Just Shoot Me!                                      | Dr. Drake Kelson                | 1 epizód                                                  |
| 2002      | Jim szerint a világ                        | According to Jim                                    | Al Crannis                      | 1 epizód                                                  |
| 2002–2004 | A Sorscsapás család                        | Grounded for Life                                   | Tony Bustamante                 | 3 epizód                                                  |
| 2003      | CSI: A helyszínelők                        | CSI: Crime Scene Investigation                      | Michael Kirkwood                | 1 epizód                                                  |
| 2003      |                                            | The Making of King of the Hill                      | önmaga                          | dokumentumfilm                                            |
| 2004      | Frasier – A dumagép                        | Frasier                                             | Harbin                          | 1 epizód                                                  |
| 2005–2007 | Az elnök emberei                           | The West Wing                                       | Bob Mayer                       | 9 epizód                                                  |
| 2006      | A terror útjai                             | The Path to 9/11                                    | Richard Clarke                  | minisorozat (2 epizód)                                    |
| 2008      |                                            | Head Case                                           | Pat Jennings                    | 1 epizód                                                  |
| 2008      | Boston Legal – Jogi játszmák               | Boston Legal                                        | Ethan Melman                    | 1 epizód                                                  |
| 2008      |                                            | The Sarah Silverman Program                         | Johnny Forrealz                 | 1 epizód                                                  |
| 2008      | Halottnak a csók                           | Pushing Daisies                                     | Dwight Dixon                    | 5 epizód                                                  |
| 2008–2009 | True Blood – Inni és élni hagyni           | True Blood                                          | Eddie                           | 4 epizód                                                  |
| 2009      | Kaliforgia                                 | Californication                                     | Ricardo Collini                 | 1 epizód                                                  |
| 2010      | 24                                         | 24                                                  | Bill Prady                      | 3 epizód                                                  |
| 2010      |                                            | The Defenders                                       | Taylor bíró                     | 1 epizód                                                  |
| 2010      |                                            | Louie                                               | Dr. Heppa                       | 1 epizód                                                  |
| 2010–2014 | A törvény embere                           | Justified                                           | Mike Reardon bíró               | 7 epizód                                                  |
| 2011      |                                            | Childrens Hospital                                  | Hank Maestro                    | 1 epizód                                                  |
| 2011      | A rejtély                                  | Fringe                                              | Raymond                         | 1 epizód                                                  |
| 2011      | Nevelésből elégséges                       | Raising Hope                                        | Cap Collins                     | 1 epizód                                                  |
| 2012      | A férjem védelmében                        | The Good Wife                                       | Murphy Wicks bíró               | 2 epizód                                                  |
| 2012      |                                            | Outlaw Country                                      | Jack Folcum                     | tévéfilm                                                  |
| 2012–2013 | Boardwalk Empire – Gengszterkorzó          | Boardwalk Empire                                    | Gaston Means                    | 9 epizód                                                  |
| 2013      | Híradósok                                  | The Newsroom                                        | Stanislao Stomtonovich tábornok | 2 epizód                                                  |
| 2013      |                                            | The Arrangement                                     | Avery Boomer                    | tévéfilm                                                  |
| 2014      | Fargo                                      | Fargo                                               | Burt Canton                     | 2 epizód                                                  |
| 2014      | Agymenők                                   | The Big Bang Theory                                 | Dan                             | 2 epizód                                                  |
| 2014      | Vérmes négyes                              | Hot in Cleveland                                    | Brian                           | - 1 epizód - magyar hangja: - Kálid Artúr                 |
| 2014–2015 |                                            | Turn: Washington's Spies                            | Nathaniel Sackett               | 4 epizód                                                  |
| 2014–2015 | Brooklyn 99 – Nemszázas körzet             | Brooklyn Nine-Nine                                  | Lynn Boyle                      | 4 epizód                                                  |
| 2014–2017 | Kréziszitter                               | Idiotsitter                                         | Kent Russell                    | - főszereplő - magyar hangja: - Kassai Károly             |
| 2016      | A munka hősei                              | Workaholics                                         | Carty                           | 1 epizód                                                  |
| 2016      | A végsőkig                                 | All the Way                                         | J. Edgar Hoover                 | - tévéfilm - magyar hangja: - Kassai Károly               |
| 2016      |                                            | Masters of Sex                                      | Harvey Toplin                   | 1 epizód                                                  |
| 2016      |                                            | Con Man                                             | Pascal                          | 1 epizód                                                  |
| 2016–2019 | Az ember a Fellegvárban                    | The Man in the High Castle                          | Hawthorne Abendsen              | visszatérő szerep                                         |
| 2017      | Angie Tribeca – A törvény nemében          | Angie Tribeca                                       | Mortimer Begoyle                | 1 epizód                                                  |
| 2017      | Az alelnök                                 | Veep                                                | Walsh bíró                      | 1 epizód                                                  |
| 2018–2023 | Barry                                      | Barry                                               | Monroe Fuches / The Raven       | - főszereplő - magyar hangja: - Bognár Tamás              |
| 2020      | Perry Mason                                | Perry Mason                                         | Maynard Barnes                  | - 7 epizód - magyar hangja: - Áron László                 |
| 2021      |                                            | Blindspotting                                       | Rick                            | 1 epizód                                                  |
| 2021–2023 | Utódlás                                    | Succession                                          | Ron Petkus                      | 2 epizód                                                  |
| 2022      | Boba Fett könyve                           | The Book of Boba Fett                               | Lortha Peel                     | - 1 epizód - magyar hangja: - Forgács Gábor               |

## Fordítás
Ez a szócikk részben vagy egészben  a   Stephen Root című angol Wikipédia-szócikk ezen változatának fordításán alapul.  Az eredeti cikk szerkesztőit annak laptörténete sorolja fel. Ez a jelzés csupán a megfogalmazás eredetét és a szerzői jogokat jelzi, nem szolgál a cikkben szereplő információk forrásmegjelöléseként.